# Malzy
Malzy es una comuna francesa situada en el departamento de Aisne, de la región de Alta Francia.

## Geografía
Está ubicada a 15 km al noroeste de Vervins.

## Demografía
| 258 | 244 | 226 | 199 | 195 | 181 | 202 | 197 |
| Para los censos de 1962 a 1999 la población legal corresponde a la población sin duplicidades (Fuente: INSEE [Consultar]) |     |     |     |     |     |     |     |